# Farooq Naek
Farooq Hamid Naek ou Farooq Hamid Naik (en ourdou : فاروق حمید نائیک), né le 1er juillet 1947, est un homme politique pakistanais. Membre du Parti du peuple pakistanais. Il est président du Sénat du 12 mars 2009 au 12 mars 2012 et deux fois ministre de la Justice dans le gouvernement de Youssouf Raza Gilani.

## Biographie

### Études
Farooq Naek fait ses études au Sindh Muslim Law College à Karachi où il obtient un diplôme en droit (Bachelor of Laws), puis à l'Université de Karachi, où il obtient un diplôme d'économie.
Il fait d'abord sa carrière dans le droit : il est avocat dans des cours de justice locales en 1970, puis juge civil de 1971 à 1975, il devient avocat dans une Haute Cour en 1976 puis avocat à la Cour suprême du Pakistan en 1990.

### Carrière politique

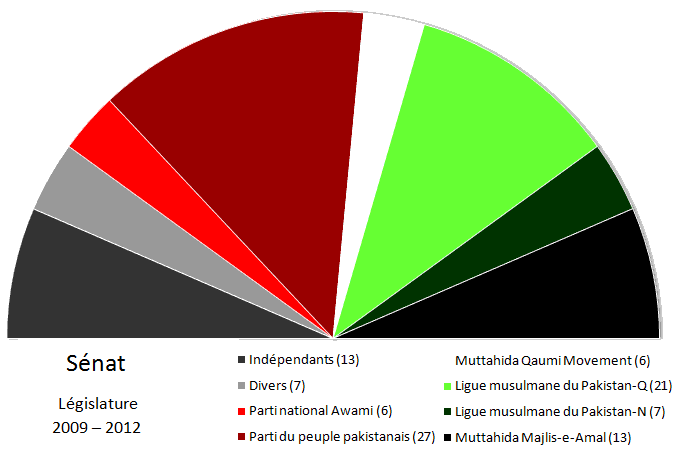
Composition du Sénat de mars 2009 à mars 2012.

Il est devenu membre du Parti du peuple pakistanais (PPP) durant les années 1970, à l'époque où Zulfikar Ali Bhutto était Premier ministre. Malgré les deux coups d'État de 1977 et 1999, il n'a jamais quitté le PPP et a défendu Benazir Bhutto et Asif Ali Zardari contre les accusations de corruption qui les visaient. Il est un membre actif du parti depuis près de 30 ans.
En 2003, il est élu sénateur de Karachi pour un mandat de six ans. Après les élections législatives de 2008 il devient ministre de la Justice dans le gouvernement fédéral de Youssouf Raza Gilani le 31 mars 2008, et jusqu'au 10 mars 2009. Il est un proche du président Asif Ali Zardari (élu en septembre 2008), et il l'aide souvent concernant des questions juridiques. 
Grâce au soutien du président, il est élu Président du Sénat le 12 mars 2009 à la suite des élections sénatoriales indirectes de mars 2009 en remplacement de Mian Muhammad Soomro. Il a été réélu sénateur la même année et occupe un siège réservé aux technocrates. 
La coalition fédérale au pouvoir disposait alors d'une courte majorité au Sénat, constituée du Parti du peuple pakistanais (28 sièges), Jamiat Ulema-e-Islam (F) (9 sièges), Mouvement Muttahida Qaumi (6 sièges), Parti national Awami (6 sièges). Sa position est importante, car en tant que président du Sénat il est chargé d'assurer l'intérim de la présidence de la République.
Le 12 mars 2012, il est remplacé par Nayyar Hussain Bukhari au poste de sénateur. Le mois suivant, il retrouve son poste de ministre de la Justice qu'il occupe jusqu'à la fin du mandat du gouvernement, le 16 mars 2013. En 2015, il est réélu sénateur pour un mandat de six ans. En 2016, il tente de devenir président de l'association du barreau de la Cour suprême, mais perd le scrutin par 1 060 voix contre 1 289. En mars 2021, il est réélu sénateur pour un nouveau mandat de six ans.